# Lęk separacyjny
Lęk separacyjny:
- W psychoanalizie: hipotetyczny lęk dziecka przed możliwą utratą obiektu w osobie matki, inaczej oderwanie matki od pępowiny.
- Ogólnie: lęk przed możliwością utraty każdej innej osoby, od której ktoś pozostaje w zależności.

## Lękowe zaburzenia separacyjne
Nerwica lękowa wieku dziecięcego, której dominującą cechą jest nadmierny i nieadekwatny lęk przed rozdzieleniem z pierwotnym obiektem przywiązania (zazwyczaj jednym lub obojgiem rodziców) i (lub) otoczeniem domowym; najczęstsze objawy to nierealistyczna obawa nieszczęść, które mogą spotkać obiekt przywiązania, kiedy jest on nieobecny, natrętny strach przed zgubieniem się, porwaniem lub nawet śmiercią, kiedy pozostaje się rozdzielonym, wycofanie społeczne.